# Gerardo (vescovo di Roselle)
Gerardo o Gherardo (prima metà dell'XI secolo – tra gennaio e aprile 1060) è stato un vescovo cattolico italiano.

## Biografia
Gerardo è attestato per la prima volta come vescovo di Roselle nel 1050, quando prese parte al sinodo romano del 2 maggio in occasione della canonizzazione da parte di papa Leone IX di Gerardo di Toul. Il 13 luglio di quello stesso anno, Gerardo si recò a Firenze, dove insieme al pontefice confermò alcuni beni ceduti dal vescovo Gerardo di Borgogna ai canonici della cattedrale.
Il vescovo di Roselle prese parte al sinodo del 13 aprile 1059 celebrato dallo stesso vescovo di Firenze che si era da poco insediato sul trono pontificio con il nome di Niccolò II. Tra i firmatari di questo sinodo, noto per avere contribuito notevolmente nella cosiddetta "riforma gregoriana", limitando anche l'ingerenza laica nell'elezione dei pontefici, si trova anche «Girardus episcopus Roselanus».
Il legame di Gerardo con l'ambiente ecclesiastico di Firenze, come risulta dalle poche testimonianze documentarie, potrebbe far propendere per una provenienza fiorentina del presule rosellano. L'ultima menzione di Gerardo è infatti nella sottoscrizione di un privilegio del 18 gennaio 1060, insieme a papa Niccolò II, emanato in favore della chiesa di Sant'Andrea a Mosciano, presso Firenze.
Morì tra la fine di gennaio e i primi di aprile, in quanto già dal 15 aprile 1060 è attestato il suo successore Dodone.